# Anthony Belton
Anthony Belton (Tallahassee, 23 febbraio 2001) è un giocatore di football americano statunitense che milita nel ruolo di offensive tackle per i Green Bay Packers della National Football League (NFL).

## Carriera universitaria

### Georgia Military College
Belton iniziò la sua carriera nel college football alla Georgia Military College dove giocò una sola stagione nel 2019 disputanto un totale di 11 partite. La stagione 2020 fu annullata a causa della Pandemia di COVID-19.

### NC State
Belton passò a giocare a college football in prima divisione per i NC State Wolfpack. Nella sua prima stagione nel 2021 disputò solamente due partite. Nel 2022, Belton trovò spazio in campo dopo il rilascio di Ickey Ekwonu e apparì in tutte le 13 partite dei Wolfpack, giocandone 8 come titolare. L'anno successivo iniziò tutte le partite come tackle sinistro e si guadagnò un posto nella terza squadra All-ACC. Nella quarta settimana della stagione 2024, durante la partita contro Clemson, fu espulso per aver sputato a un avversario, episodio che gli costò la partecipazione alla partita della settimana successiva. Dopo aver concluso la stagione 2024 con un totale di 12 presenze, Belton accettò l'invito per giocare al Senior Bowl 2025.

## Carriera professionistica
Belton fu scelto nel corso del secondo giro (54º assoluto) del Draft NFL 2025 dai Green Bay Packers.